# Gergely Gergely
Gergely Gergely (Budapest, 1910. május 1. – Budapest, 1983. június 23.) magyar irodalomtörténész, az irodalomtudományok kandidátusa (1962).

## Életpályája
Gergely Ilona varrónő fia. Tanulmányait a szegedi Ferenc József Tudományegyetem bölcsészkarán végezte. Sík Sándornál doktorált. 1936 és 1946 között Szegeden tanított. 1946-ban Budapestre került. Minisztériumi tisztviselőként vett részt az új iskola rendszer kialakításában. 1952-től 1977-ig a budapesti Eötvös Loránd Tudományegyetem (ELTE) tanára volt. (1954-től a Sőtér István vezette XIX. századi Magyar Irodalomtörténeti Tanszéken dolgozott). Időközben Újvidéken 1964–65-ben, Bukarestben 1975–76-ban vendégtanár volt.
Felesége Hődör Erzsébet volt, akit 1944. április 27-én Hódmezővásárhelyen vett nőül.

## Kutatási területe
Főleg szegedi témákkal foglalkozott. Később bekapcsolódott a Jókai összes műveit közreadó kritikai kiadás munkálataiba és sajtó alá rendezte, bevezetővel látta el Tolnai Lajos válogatott műveit.

## Főbb művei
- Szabó Dezső stílusa (Szeged, 1937)
- Irodalomtörténet a polgári iskolában (Nevelésügyi Szemle, 1941)
- Érték-e a népiesség? (Nevelésügyi Szemle, 1943)
- A magyar irodalom tanításának válságához (Nevelésügyi Szemle, 1943)
- A szegedi tájirodalom. Egyetemi doktori értekezés. (Budapest, 1943)
- Táj és irodalom. A tájirodalom kérdései. (Szeged, 1943)
- A szegedi táj ihletései (Délvidéki Szemle, 1944)
- Elfelejtett írók (Szeged, 1944)
- Juhász Gyula három ismeretlen verse (Irodalomtörténet Közlemények, 1954)
- Tolnai Lajos irodalmi nézetei kritikai munkássága alapján. – Sárosi Gyula kisebb költeményei, prózai munkái és levelezése. (Irodalomtörténet Közlemények, 1955)
- Gondolatok Gárdonyi egy regénytípusának vizsgálatához (Irodalomtörténeti Közlemények, 1963)
- Tolnai Lajos pályája. Monográfia és kandidátusi értekezés is. (Irodalomtörténeti könyvtár. 15. Budapest, 1964)
- Bret Harte és a magyar irodalom (Filológiai Közlöny, 1971)
- Vajda János „Gina emléke” ciklusa. A magát megadó én lírája. (Irodalomtörténet, 1972)
- Vajda János: Sirámok. Az elbizonytalanodó én lírája. (Irodalomtörténeti Közlemények, 1973)
- Jókai regényei a hetvenes években (Irodalomtörténeti Közlemények, 1975)
- A magyar irodalom története 1849-től 1905-ig. Többekkel. (Budapest, 1978, 3. kiadás: 1985)
- A nemzeti fájdalom lírája. Arany János négy verséről. 1849–1861. (Vázlatok Arany Jánosról. Budapest, 1979)